# Torres (municipalité)
Pour les articles homonymes, voir Torres.
Torres est l'une des neuf municipalités de l'État de Lara au Venezuela. Son chef-lieu est Carora. En 2011, la population s'élève à 185 275 habitants.

## Subdivisions
La municipalité est divisée en dix-sept paroisses civiles avec, chacune à sa tête, une capitale (entre parenthèses) : 
- Altagracia (Altagracia) ;
- Antonio Díaz (Curarigua) ;
- Camacaro (Río Tocuyo) ;
- Castañeda (Atarigua) ;
- Cecilio Zubillaga (La Pastora) ;
- Chiquinquirá (Aregue) ;
- El Blanco (Quebrada Arriba) ;
- Espinoza de los Monteros (Arenales) ;
- Heriberto Arroyo (El Paradero) ;
- Lara (San Pedro) ;
- Las Mercedes (Burere) ;
- Manuel Morillo (El Empedrado) ;
- Montaña Verde (Palmarito) ;
- Montes de Oca (San Francisco) ;
- Reyes Vargas (Parapara) ;
- Torres (El Jabón) ;
- Trinidad Samuel (Carora).